# Tomaspis erigenea
Tomaspis erigenea är en insektsart som beskrevs av Gustav Breddin 1904. Tomaspis erigenea ingår i släktet Tomaspis och familjen spottstritar. Inga underarter finns listade i Catalogue of Life.